# Complejo nevado-filábride
El complejo Nevado-Filábride constituye el complejo tectónico más bajo del conjunto de mantos superpuestos de la zona interna. Aflora en ventanas tectónicas bajo los materiales del complejo alpujárride. Los afloramientos están restringidos a la parte central y oriental de la cordillera bética, aflora en las provincias de Granada, Almería y Murcia. Se distinguen varias unidades dentro de este complejo:
1. Unidad del Veleta: en la parte inferior. Abundan en Sierra Nevada (provincias de Granada y Almería).
2. Unidad del Mulhacén: en la parte superior. Abundan en la Sierra de los Filabres (provincia de Almería).
3. Unidad Alhamilla

## Unidad del Veleta
Está formado por una potente secuencia  de micaesquistos del paleozoico con intrusiones de metabasitas, que indican intrusiones subvolcánicas.

## Unidad del Mulhacén
Formado también por micaesquistos pero presentan mármoles con micaesquistos en la parte superior, estos mármoles son los que forman los afloramientos de Macael.
- Datos: Q5779997